# Urturi
Urturi es un concejo del municipio de Bernedo, en la provincia de Álava.   

## Historia
Hacia mediados del siglo XIX, el lugar, por entonces perteneciente al municipio de Quintana, tenía contabilizada una población de 140 habitantes. Aparece descrito en el decimoquinto volumen del Diccionario geográfico-estadístico-histórico de España y sus posesiones de Ultramar de Pascual Madoz de la siguiente manera:

URTURI: v. del ayunt. de Quintana en la prov. de Alava (á Vitoria 7 leg.), part. jud. de Laguardia (5), aud. terr. de Búrgos (22), c. g. de las Provincias Vascongadas, dióc. de Calahorra (12). sit. entre dos colinas; clima frio; reina el viento N. y se padecen reumas y pulmonias. Tiene 21 casas; escuela de primera educacion para ambos sexos, frecuentada por 14 alumnos y dotada con 26 fan. de trigo; igl. parr. (San Martin) servida por dos beneficiados, y para surtido de la pobl. varias fuentes de aguas potables. El térm. confina N. Maestu y Apellaniz; E. Quintana; S. Bernedo, y O. Obecuri (prov. de Búrgos); comprendiendo dentro de su circunferencia un monte poco poblado. El terreno es de mediana calidad y nace en él un arroyo que va á confundirse en el Ega. caminos: locales: el correo se recibe de Logroño. prod.: trigo, centeno, avena y legumbres; cria de ganado vacuno, cabrio y lanar. pobl.: 19 vec., 140 alm. contr.: con su ayunt. (V.).
(Madoz, 1849, p. 230)

Décadas después, ya en el siglo XX, se describe de la siguiente manera en el tomo de la Geografía general del País Vasco-Navarro dedicado a Álava y escrito por Vicente Vera y López:

Urturi.—Villa. Limita, al N., con Marquínez; al E., con Quintana, de la que dista 2,700 metros; al S., con Navarrete, y al O., con Treviño. Su caserío se compone de 51 viviendas; la población es de 118 almas de hecho y 122 de derecho. Su parroquia, dedicada á la Santísima Trinidad, es de categoría rural de primera y pertenece al arciprestazgo de Campezo. Tiene una escuela pública de categoría incompleta, á la que asisten 20 niños y niñas. Esta villa perteneció al señorío de la casa de Álava, que tenía derecho únicamente á confirmar el nombramiento de alcalde ordinario propuesto por los vecinos.
(Vera y López, 1915-1921, p. 683)

En 2022, tenía empadronados 73 habitantes.

## Demografía
| Gráfica de evolución demográfica de Urturi entre 2000 y 2020 |
|                                                              |
| Población de derecho según los censos de población del INE.  |

## Cultura

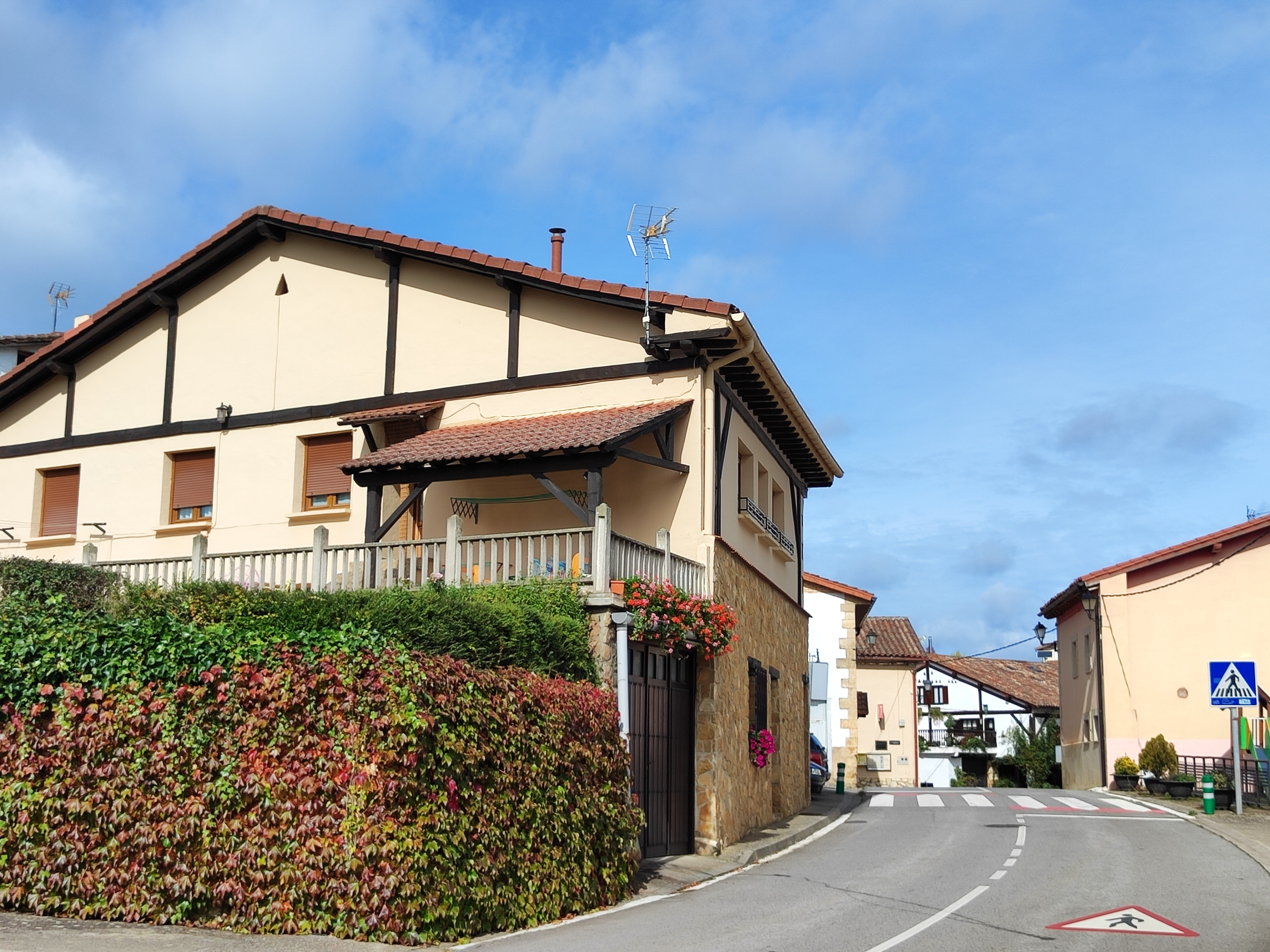
Carretera a su paso por Urturi

### Patrimonio material
- Iglesia de la Santísima Trinidad.[2]
- Juego de pelota. Se jugaba en la pared oeste de la Iglesia, muy cercano al juego de bolos, y cuyas paredes se encuentran revocadas en cemento, para facilitar el juego.[5]
- Juego de bolos. Se encuentra situado en la plaza mayor formando conjunto con la iglesia y el juego de pelota, al aire libre.[6]
- Fuente-abrevadero-lavadero en la plaza.[7]
- Fuente aljibe ubicada a las afueras del pueblo.[8]

### Patrimonio inmaterial
- Las fiestas se celebran el 22 de Julio, en honor a la Virgen de la Magdalena.